# Коккола
Коккола (фин. Kokkola, швед. Karleby) — город и муниципалитет в Западной Финляндии в провинции Центральная Остроботния (Кески-Похьянмаа). Располагается на побережье Ботнического залива и является одним из крупнейших портовых центров Финляндии.

## История
Коккола был основан в 1620 году шведским королём Густавом Адольфом II. Долгое время населенный пункт был известен под названием Gamlakarleby (Гамлекарлебю) — «Старое Карлебю» — парным к шведскому названию другого финского города Нюкарлебю — «Новое Карлебю» — по фински   Уусикаарлепюу.
В 1765 году получил право торговли с иностранными рынками. 
2 (14) сентября 1808 город был занят русскими войсками полковника Властова после Оровайского сражения Русско-шведской войны. 
В XVIII—XIX веках являлся крупным центром торговли дёгтем и кораблестроения. 
В 1854 году во время Крымской войны был подвергнут атаке британскими военными кораблями. Местные жители отбили атаку, потопив одну из десантных лодок. В сражении погибли 9 британцев, которые были похоронены в Коккола на Мариинском кладбище.

## Население
Динамика изменения численности населения:
| - 1987 — 34 599 - 1990 — 34 635 - 1997 — 35 513 - 2000 — 35 539 - 2002 — 35 583 - 2004 — 35 888 | - 2005 — 36 516 - 2006 — 36 271 - 2007 — 36 800 - 2009 — 45 766 - 2010 — 46 257 - 2011 — 46 394 |

По переписи 2009 года численность населения города составляет 48 299 человек. Из них 18,8 % — в возрасте до 14 лет, 65 % — от 15 до 64 лет и 16,2 % — от 65 и старше. Плотность населения — 31,69 чел/км².

## Климат
Среднегодовая температура в Коккола составляет 3 °C. Наиболее холодные месяцы — январь, февраль и март. Самый тёплый месяц — июль, средняя температура которого составляет 13 °C. Годовой абсолютный минимум температуры составляет −32 °C, абсолютный максимум — +31 °C. Среднегодовое количество осадков — 540 мм.

## Культура и достопримечательности
Коккола — город с музыкальными традициями, являющийся родиной камерного оркестра Центральной Остроботнии. Центр города носит название Неристан и представляет собой обширный район с деревянными домами. Недалеко от него находится Художественная галерея К. Х. Ренлунда, Исторический музей и Природоведческий музей с коллекцией минералов. Также в городе расположена ратуша, на фасаде которой стоит подпись архитектора Карла Людвига Энгеля. 
В Коккола ежегодно проводится чемпионат по футболу среди юниоров, а в последние дни августа проходит венецианский праздник, посвящённый прощанию с летом.

## Экономика
Коккола является одним из крупнейших центров судостроения и химической промышленности Финляндии. Другие отрасли производства в городе — металлообработка, текстильная промышленность, пластмассовая промышленность, деревообрабатывающее производство и пищевая промышленность. Сегодня Коккола является одним из крупнейших портов Ботнического залива, выполняющим роль связующего звена в торговых связях Востока и Запада.

## Известные уроженцы и жители
- Олли Мяки (1936—2019) — финский боксёр, чемпион Европы
- Доннер Андерс (1854—1938) — финский астроном
- Хейнялуома Ээро (р.1955) — политик, спикер парламента Финляндии
- Острём Нина (р.1962) — финская певица
- Мика Мюллюля (1969—2011) — финский лыжник, чемпион зимних Олимпийских игр 1998
- Чюдениус, Андерс (1729—1803) — шведский философ и государственный деятель
- Эрик Форделль (1917—1981) — композитор.

## Галерея

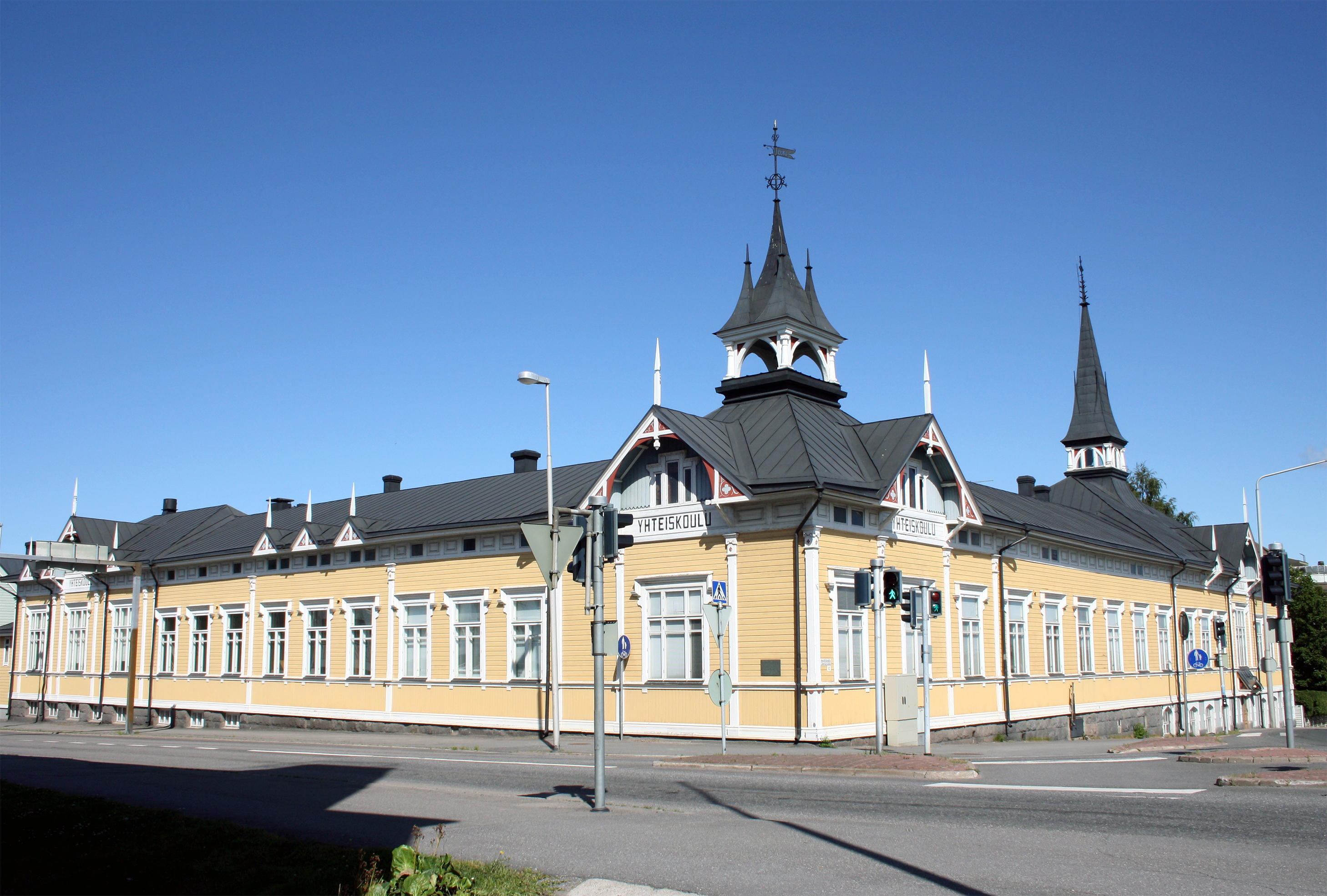
Здание финской школы
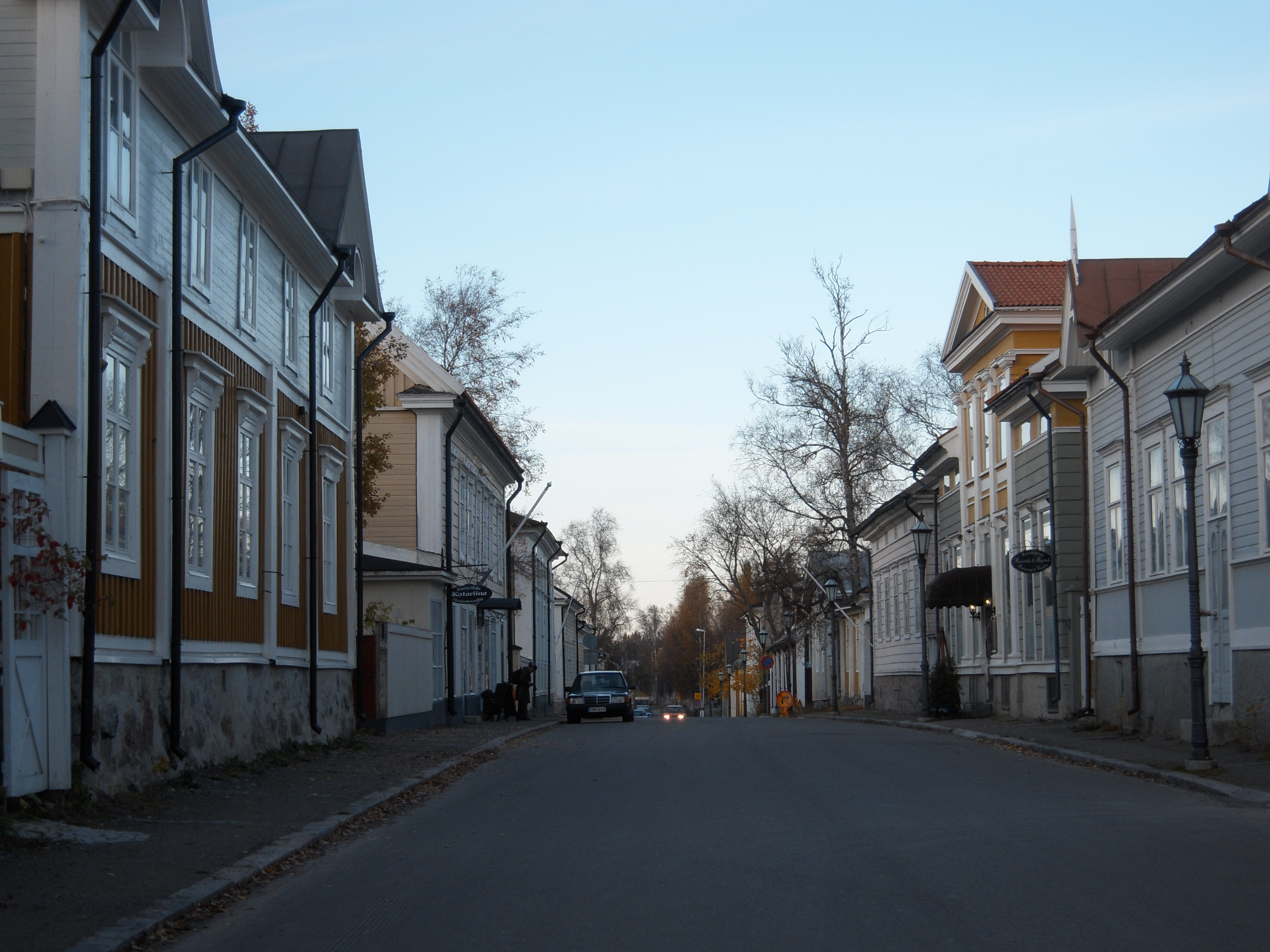
Старый город
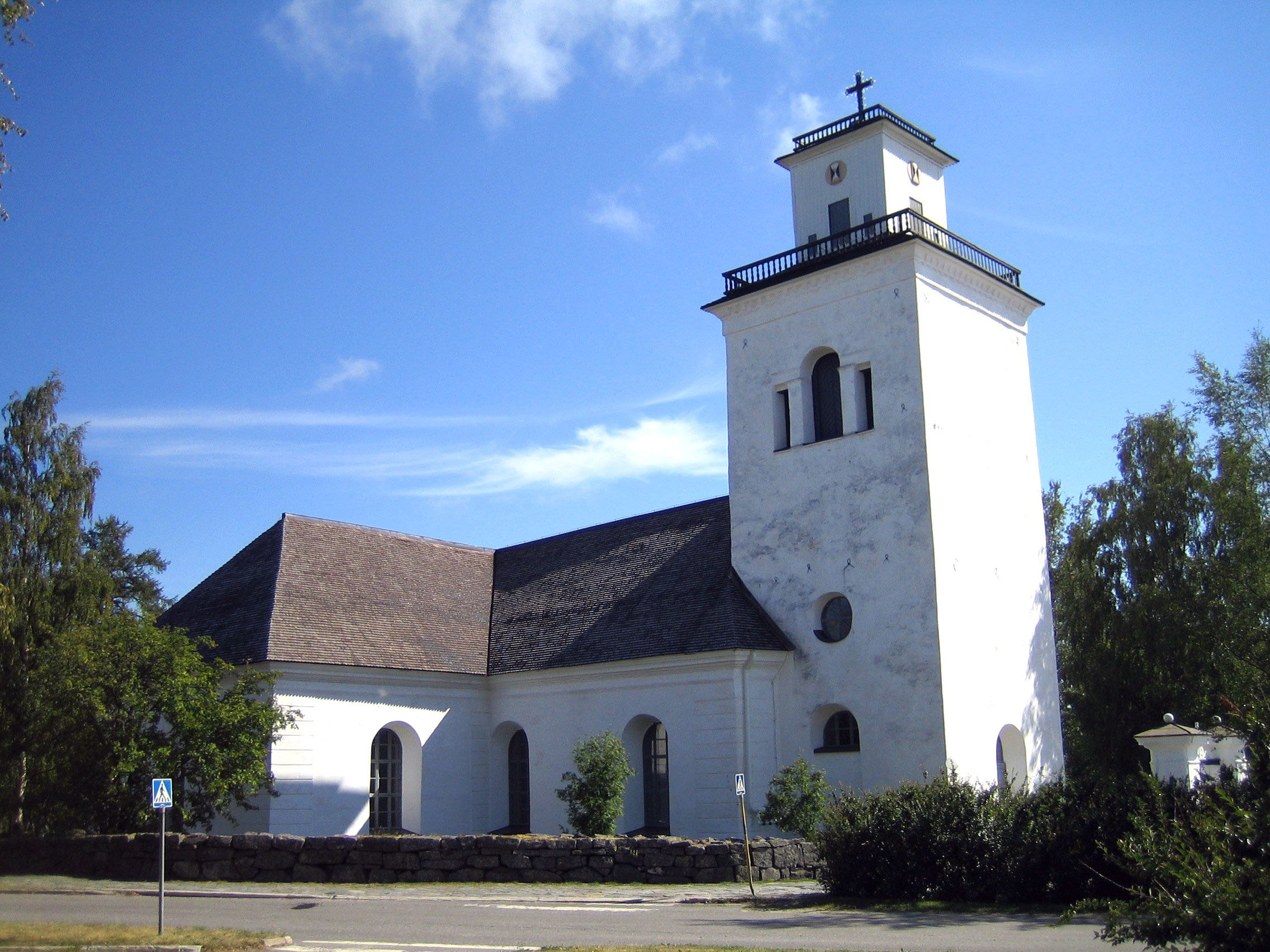
Церковь Каарлела
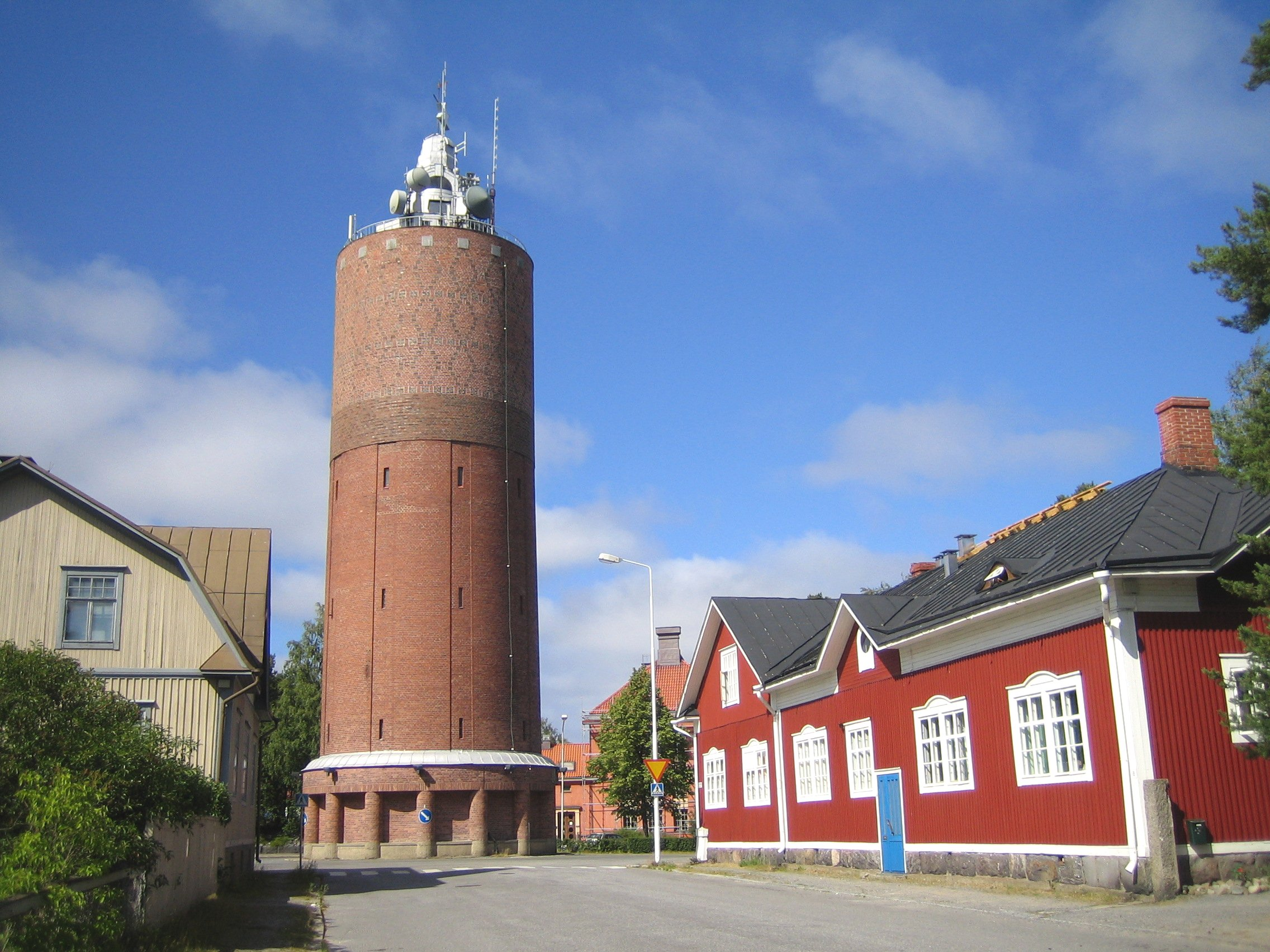
Водонапорная башня
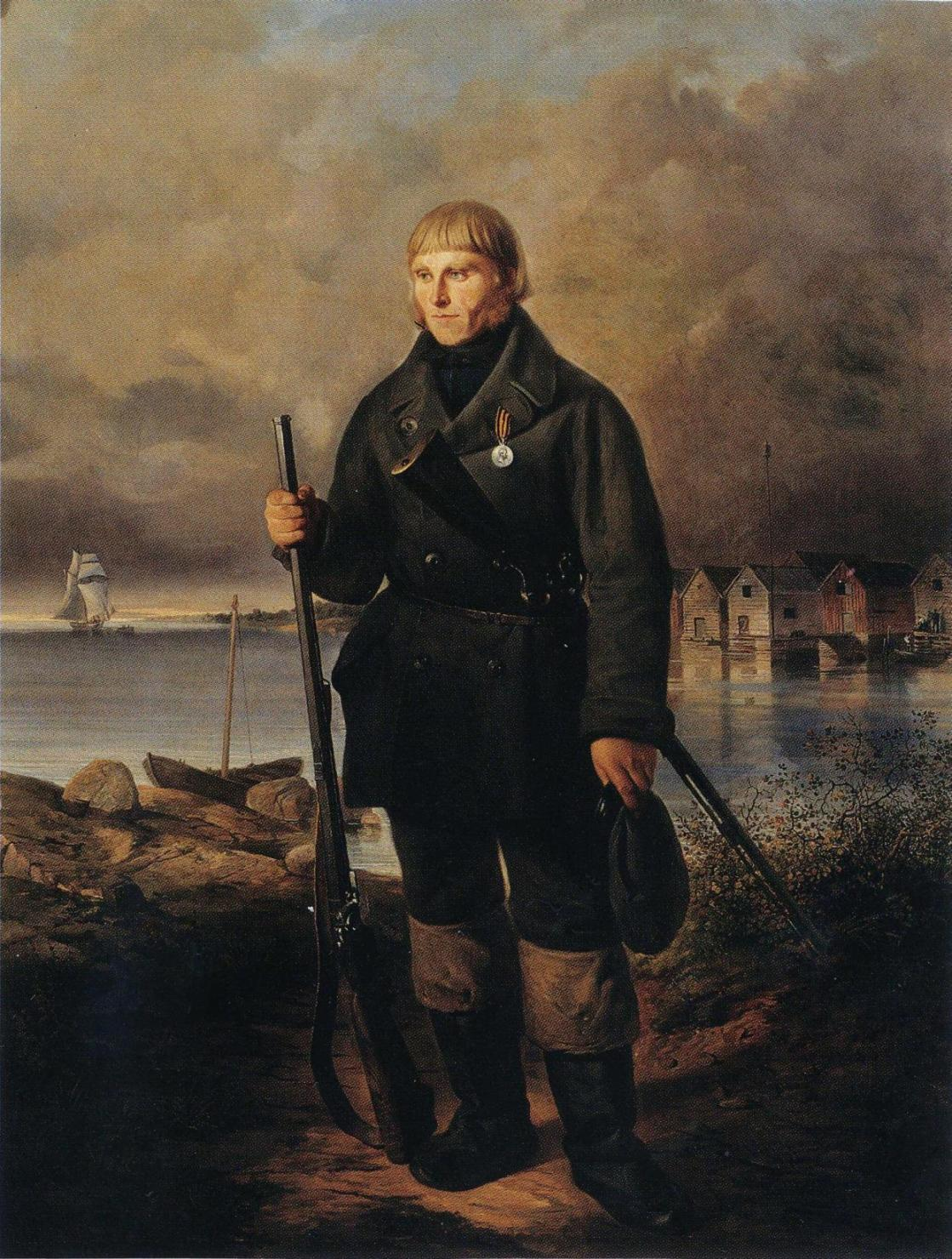
Крестьянин Маттс Канкконен, пожалованный медалью «За усердие» с георгиевской лентой за храбрость при отражении атаки англичан у Кокколы в 1854 году. Портрет Владимира Сверчкова, 1856 год.